# 倉心會
二代目倉心會本部事務所位於和歌山縣和歌山市元寺町西ノ丁25 「津田」的設置，日本的指定暴力團之一・六代目山口組旗下的二次團體。二代目倉心會直參40名，正式成員約300人前後（含有非正式成員約500人）。

## 略史
小條鎮生原本是一和會松美會的若頭，山一抗爭事件後，松美會解散，小條鎮生轉入初代倉本組傘下。
1998年9月、倉本組初代會長・倉本廣文病逝，倉本組分裂出「貴廣會」（津田功一會長）與「倉心會」。「倉心會」是由原若頭、天道會會長・小條鎮生所組成。
1999年3月、"小條"與"津田"兩人一同被升格為五代目山口組直系組長。
2008年月、倉心會初代會長・小條鎮生引退。同年10月7日、原倉心會本部長・津田力（倉仁會會長）跡目繼承二代目倉心會會長，同時昇格為六代目山口組直系組長。二代目本部由大阪市大正區遷移至和歌山縣和歌山市。

## 歷代會長
- 初代目・小條鎮生（六代目山口組若中、初代天道會會長）
- 二代目・津田 力（六代目山口組若中；原倉心會本部長、倉仁會會長；和歌山）

## 最高幹部
- 會長・津田 力（六代目山口組若中；原倉心會本部長、倉仁會會長；和歌山）
- 會長代行・山田 充（廣心會會長）
- 若頭・村川憲一郎（原事務局長、廣誠會會長）
- 舍弟頭・久富數幸（久數組組長、二代目大日本平和會出身）
- 本部長・柴田貞広（鎮誠會會長）
- 若頭補佐 - 楠本義弘（二代目天道會會長）